# 桂七福
桂 七福（かつら しちふく、1965年1月17日 - ）は、上方落語家で、本名は中川 博之。血液型はO型。徳島県東みよし町出身。妻との間に2人の子供。

## 経歴・人物
- 1984年、国立阿南工業高等専門学校在学中から落語研究部に在籍し部長として『笑遊亭大笑』『桂雨雪』（かつらうきよ）として活動。
- 同年に『徳島県文化芸術祭 舞台公演部門奨励賞』受賞
- 1985年3月、阿南工業高等専門学校卒業
- エンジニアとして就職
- 1991年に桂福団治へ入門。藤本義一に桂七福の名を命名してもらう。
- 落語家では珍しく、『人権』『福祉』子供の『教育問題』『文化』『健康』『生涯学習』『ボランティア』などをテーマにした講演活動にも力を入れる。
- 徳島の伝説・民話・風習・情景・伝統芸能などを盛り込んだ『阿波伝説的な古典落語風落語』も取り組んでいる
- 『徳島ふるさと落語』も展開
- 最近は徳島四国中心に舞台、テレビ、ラジオで活躍
- なお、『桂七福』の前は、地元ラジオのレポーターなどの出演番組では本名若しくは『牛田モー』を名乗っていた。元々四国放送ラジオの番組『あんたがたいしょう』のリスナーで、記念品目当てに出演するようになり、いつの間にか同番組のレギュラーになった[1]。
- 落語家としての顔の他に、2006年度に、徳島県観光協会の理事に就任。現在も理事として活動中。
- 2009年4月25,26日に、世界初なにわ発として「チベット落語」を創作し、大阪市の應典院大ホールにて発表。

タイトルは「チョビット・チベット〜小さなきっかけで大きな事を知って下さい〜」。 
世界から注目されているチベット問題を落語の型を借りて分かりやすく表現し、そして、広めようと取り組んだ活動。
チベット語で落語をするのではなく、中国への批判を煽るものでもない。
チベット「だけ」のことを訴えているものでもない。 
「ここから何かに気づいて、多くのことを知るきっかけにして欲しい」との思いで創作し、語り始めた。世界中の暴力に向けての落語での「オッサンの落語家がエラソーに世界平和を叫ぶ活動」というポリシーがある。
同年5月、長野県・西方寺にて開催された「大チベット祭」にて「チベット落語奉納・披露会」が開かれた。
- 2019年12月より俳優活動も展開。以前(2012年)に友情出演した「らくごえいが(監督：遠藤幹太、松井一生、坂下雄一郎)」で、さまざまなキャラクターを要求される俳優の表現姿勢に感銘を受けたのがきっかけ。2020年からの世界情勢により落語・講演の仕事が激減したのを逆手にとらえ、エキストラオーディションを受け続けた結果、その人脈から出演作品を増やしている。
- 2021年、名前表記は無いものの再現ドラマや歴史ドラマなどに多数出演。
- 2022年5〜7月にかけて関西圏内で撮影の劇場公開用映画「(仮題)ドブネズミとアゲハ蝶」(いしいけん監督)にて成り上り社長役。
- 2022年夏。平岡亜紀監督のもとでコンクール出品のための短編ホラー映画「最期の日々」(入賞の場合は劇場公開)にて事故物件管理人役。
- 2022年夏以降の出演作品は、「 私たちみんな魚」「蝋燭は身を減らして人を照らす」「悪魔王子」「鳥羽の牡蠣の物語(仮、タイトル未定)」「スクエアダンス」「岐阜特撮映画・アユラ」「黒猫先生」など役付主要キャストとしての出演経歴を重ねている。

- 身長181cm体重100kgと、落語家の中では、かなり大柄。

## 定期的な落語会
- 3・6・9・11月第一日曜日

　　徳島県徳島市吉野本町 万福寺本堂にて「まんぷく寄席」を開催(1996年3月 - )
- 奇数月下旬の土曜日

　　徳島県阿南市新野町 公民館、もしくは、老人憩いの家にて「あらたの寄席」を開催(2005年3月 - )
- 毎年1月第三日曜日

　　徳島県板野郡上板町 神宅保育園跡地にて「にじいろ落語会」を開催(2000年1月 - )
- 毎年11月中旬の土曜日

　　徳島県吉野川市文化協会主催にて「文化振興落語鑑賞会」を開催(2001年11月 - )

## 受賞歴
- 1984年『徳島県文化芸術祭 舞台公演部門奨励賞』
- 1998年『徳島県福祉功労賞 個人受賞』

## レギュラー番組
- 『人権番組・むすんでひらいて』（エフエム徳島）
- 『グループ対抗歌合戦』（四国放送ラジオ）
- 『あんたがたいしょう』（四国放送ラジオ）

## CM
- 『中小企業基盤整備機構広報CM』（四国放送ラジオのみのローカルCM）

## 書籍、CD、DVD

### 書籍
- 自叙伝『うわごと』

### CD
- 『桂七福人権落語』
- 『落語入門 らくごごーごー』
- 『ふるさと落語 吉野川』
- 『桂七福・落語三席・繁昌亭』

### DVD
- 『桂七福お笑い人権高座』

### 通信講座
- 落語入門！おぼえて、語りたくなる落語講座